# Etoro
Az etoro egy pápua új-guineai törzs. Területük a Sisa hegység déli lejtőin terül el az új-guineai hegyvonulat mentén, a Pápua-fennsík közelében.

## Szexuális magatartásuk
Az antropológusok figyelmét a törzs férfi és fiatalabb fiú tagjai közti szokatlan homoszexuális rituálé keltette fel. Az etoro törzs tagjai azt vallják, hogy a fiatal férfiaknak magukhoz kell venniük egy bizonyos mennyiségű ondót az idősektől ahhoz, hogy szexuálisan érett, erős férfiakká váljanak. Az etorók azt hiszik, hogy egy bizonyos mennyiségű életerőt hordoznak magukban, amit a legkoncentráltabb formában az ondó tartalmaz. Azt tartják, hogy életerejük szexuális kapcsolat által adható át a törzs többi tagjának, ez akkor valósul meg, amikor a fiatal fiúk szexuálisan érintkeznek az idősebb férfiakkal.
Ha a nők nem maradnak terhesek egy szexuális kapcsolatban, akkor rájuk mint az életerő elpazarlójára tekintenek. A férfiak fokozatos öregedésüket, testük elgyengülését életerejük kimerüléseként értelmezik. A homoszexuális viselkedés, kiváltképpen az orális szex, a férfiak egész fiatalságán keresztül ajánlatos tevékenységnek minősül, több szexuális funkcióval is rendelkezik, amelyeket a serdülőkor különböző éveiben teljesít be. A heteroszexualitás csak az év egy bizonyos szakaszában megengedett (kb. száz nap) és csak bizonyos helyeken (sem az alvóhelyeken sem a mezőkön, csak az erdőkben megengedett). Azt a nőt, aki túl sok szexben részesül, olyan boszorkánynak tekintik, aki el akarja szívni az életerőt a férfiaktól. Hasonlóan a túl gyorsan növő fiúkat szintén az életerőt más férfiaktól elszipolyozóként tartják számon, és amennyiben a többiek úgy ítélik meg, hogy túlzottan kívánják a szexet, őket is boszorkánnyá minősíthetik.